# Гвианское плоскогорье
Гвиа́нское плоского́рье (исп. Escudo de Guayana) — гористое плоскогорье, длиной около 1930 км и высотой 300—1000 м, находящееся на севере Южной Америки, между бассейнами рек Ориноко и Амазонка, и береговой Гвианской низменностью. Территория плоскогорья поделена между Венесуэлой, Гайаной, Суринамом, Французской Гвианой и Бразилией. Высочайшая вершина — гора Неблина (2995 м) на границе Венесуэлы и Бразилии.

## Описание

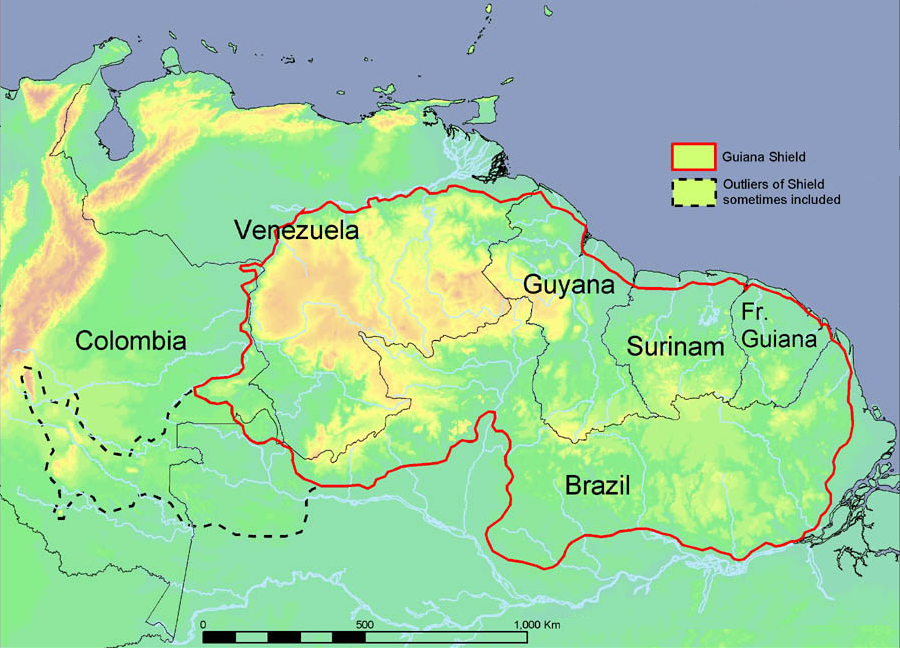
Границы Гвианского щита

Геологически Гвианское плоскогорье — щит, сложенный из докембрийских пород, сходный с Бразильским нагорьем. Оно складывается из обширных плато древних кристаллических скал, покрытых геологически недавним песчаником и слоем лавы. Плато поднимаются одно за одним в виде колоссальных лестниц со ступеньками, достигающими сотен метров. 
Многочисленные реки, которые питаются большим количеством осадков, начинаются в плоскогорьях и стекают с его краёв, создавая глубокие каньоны и прекрасные водопады. 979-метровый водопад Анхель в Венесуэле — наивысший водопад в мире. 
Этот регион очень редко населён и знаменит своими полулистопадными тропическими дождевыми лесами и богатой фауной, в частности, большим разнообразием ярких тропических птиц. Его недоступность подтверждается открытием в середине 1900-х годов около притока реки Ориноко на юго-западе плоскогорья до тех пор неизвестного племени высоких людей — панаров.
Кристаллические скалы Гвианского плоскогорья содержат полезные ископаемые. Большие залежи железняка, марганца и глинозёма недавно стали доступными благодаря новым автомобильным и железным дорогам. Плоскогорье остаётся одним из наиболее нетронутых и наименее заселённым районом в мире, несмотря на то, что активно идёт процесс его освоения.
С 1950-х годов здесь ведётся добыча железной руды на месторождении Серро-Боливар.